# Werner Schlager
Werner Schlager, född 28 september 1972 i Wiener Neustadt, är en österrikisk bordtennisspelare.
I början på senioråldern tillhörde han inte världseliten utan så gott som alla hans stora meriter har kommit först på senare år. Den absolut största är VM-guldet i singel från Paris år 2003. Han har dock aldrig blivit europamästare i varken singel eller lag. Men däremot i dubbel och mixeddubbel. Han har även under en kortare period år 2003 varit rankad etta i världen.

## Meritlista
- Singel - världsmästare 2003, EM-silver 2009, EM-brons 2002, Vinnare Europa Top-12 2000
- Dubbel - Europamästare 2005, EM-brons 1998, 2000 och 2002 (med Karl Jindrak), EM-brons 2007 (med Patrick Chila)
- Mixeddubbel - Europamästare 2003 (med Kriztina Toth), EM-brons 2002 och 2005 (med Liu Jia)
- Lag - EM-brons 2002, EM-silver 2005 (finalförlust mot Danmark)

### Olympiska meriter

#### Olympiska sommarspelen 2008
| Idrottare       | Gren   | Grundomgång          | Omgång 1             | Omgång 2             | Omgång 3                   | Omgång 4               | Kvartsfinal          | Semifinal            | Final                |
| Idrottare       | Gren   | Motståndare Resultat | Motståndare Resultat | Motståndare Resultat | Motståndare Resultat       | Motståndare Resultat   | Motståndare Resultat | Motståndare Resultat | Motståndare Resultat |
| --------------- | ------ | -------------------- | -------------------- | -------------------- | -------------------------- | ---------------------- | -------------------- | -------------------- | -------------------- |
| Werner Schlager | Singel | Bye                  | Bye                  | Bye                  | Yoon Jae Young (KOR) W 4-3 | Wang Liqin (CHN) L 0-4 | Gick inte vidare     | Gick inte vidare     | Gick inte vidare     |